# جت مسافربری

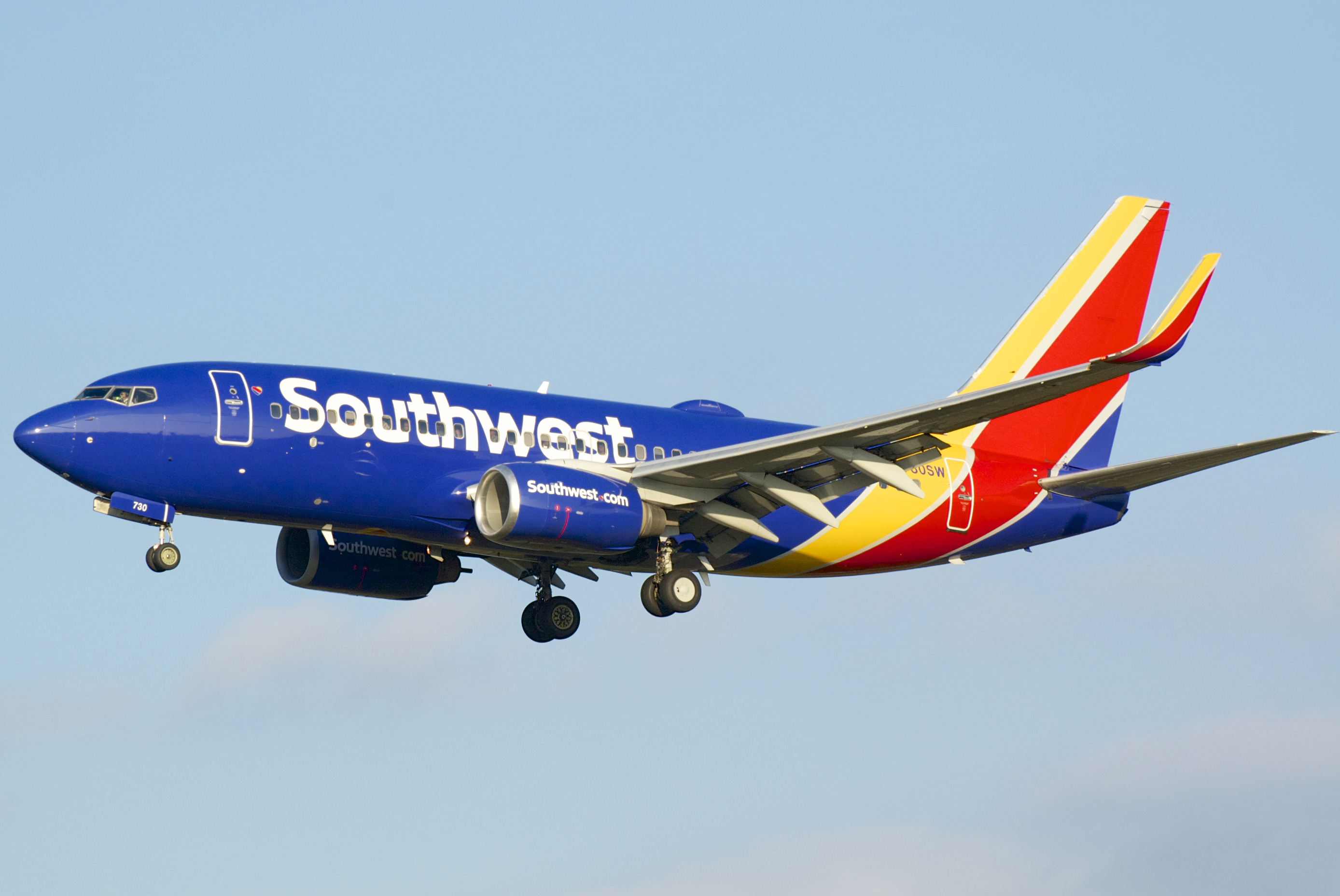
بوئینگ ۷۳۷ پرشمارترین هواپیمای مسافربری جهان است.

هواپیمای جت مسافربری (به انگلیسی: Jet Airliner) (یا جت‌لاینر) یک هواپیمای تجاری با موتورهای جت (هواپیمای جت) است. هواپیماهای مسافربری معمولاً دو یا چهار موتور جت دارند؛ طرح‌های سه‌موتوره در دهه ۱۹۷۰ محبوب بودند اما امروزه کمتر مورد استفاده قرار می‌گیرند. هواپیماهای دوربرد به دو دسته کلی پهن‌پیکر و باریک‌پیکر تقسیم می‌شوند. 
بیشتر هواپیماهای امروزی با موتورهای جت طراحی شده‌اند چراکه از امنیت و سرعت بالاتری برخوردارند و توانایی کافی برای تولید قدرت هواپیما را دارند. در نخستین هواپیمای مسافربری جت که در دهه ۱۹۵۰ معرفی شد، موتور توربوجت ساده استفاده شده بود. این طرح‌ها به سرعت توسط مدل‌های توربوفن، که کم‌صداتر و کارآمدتر هستند، جایگزین شدند. 

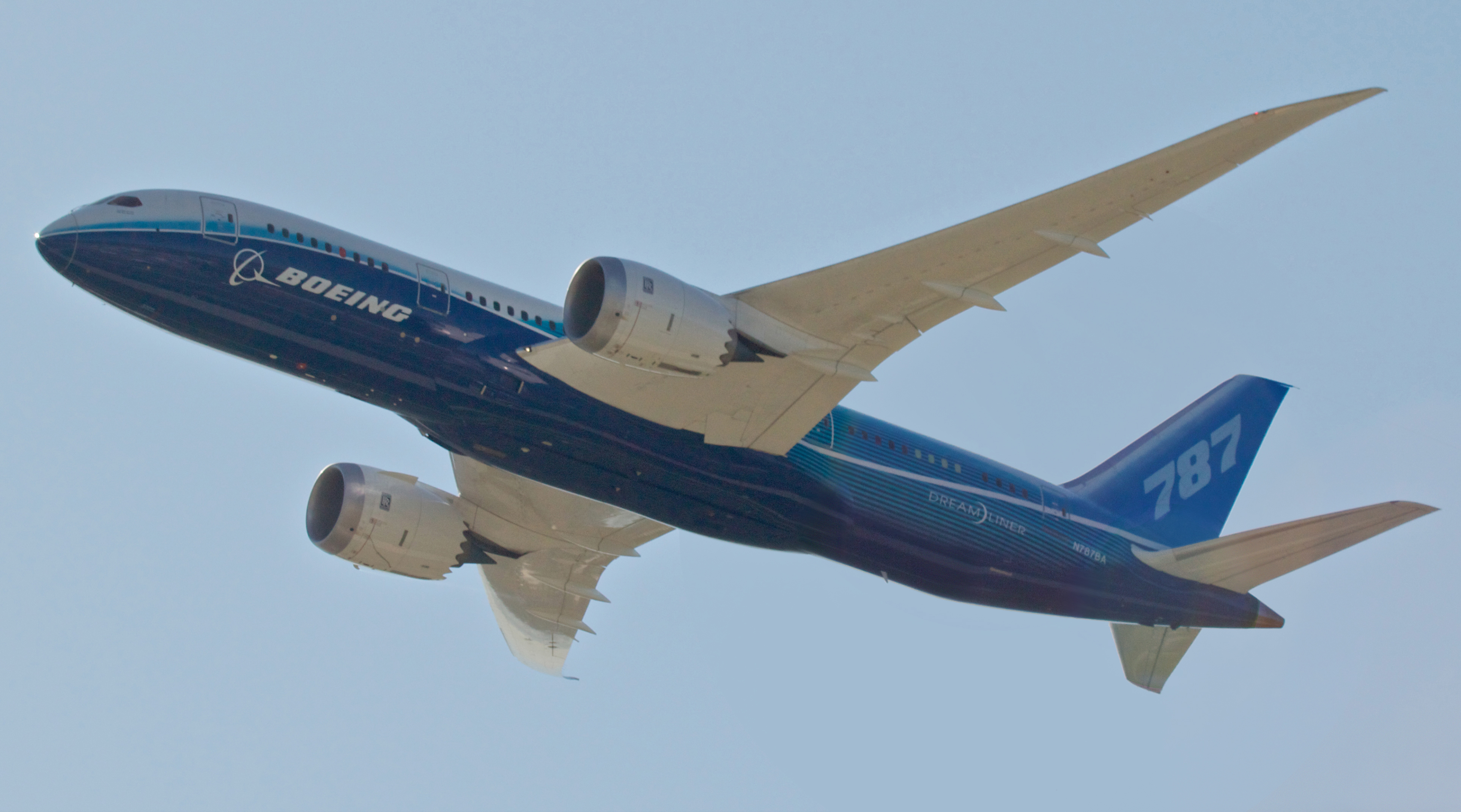
بوئینگ ۷۸۷، نخستین جت کامپوزیت مسافربری